# Summer Holiday (film, 2000)
Pour plus de détails, voir Fiche technique et Distribution.
Summer Holiday (夏日的麼麼茶, Ha yat dik mo mo cha) est un film hongkongais réalisé par Jingle Ma, sorti en 2000.

## Fiche technique
- Titre : Summer Holiday
- Titre original : Ha yat dik mo mo cha (夏日的麼麼茶)
- Réalisation : Jingle Ma
- Scénario : Susan Chan
- Production : David Chan, Patricia Cheng, Stephen Chu
- Musique : Peter Kam
- Photographie : Chan Kwok-hung et Jingle Ma
- Montage : Kwong Chi-leung
- Décors : Chong Kwok-wing
- Format : Couleurs - 1,85:1 - Dolby Digital - 35 mm
- Genre : comédie romantique
- Durée : 98 minutes
- Date de sortie : 
  - 12 août 2000

## Distribution
- Richie Jen : Momocha
- Sammi Cheng : Summer Koo
- Vincent Kok : Chef de Summer
- Chan Hing-cheung : Hercules
- Michael Wong : Zeneger
- Tay Ping Hui : George
- Katherine Wang : Yau
- Tam Fung-ling : Daisy
- Chow Siu-yin : secrétaire
- Chan Pui-hing : Marié
- Cheung Wai-kuen : Prêtre
- Chan Yi-yi : May
- Mak Kwai-yuen : Roger
- Wong Chi-hong : M. Chan
- Yu Chung-yik : Tarzan
- Yeung Ying-choi : Snake
- Yip Cho-yau : Elephant
- Ankee Leung : Ouvrier de Tarzan
- Yamada Rena : Takagi
- Seung Yik-san : Tommy
- Wyman Yeung : faux George
- Siu Yee-ting : petite amie de Tarzan
- Jeffrey Wong : Policier #1
- Wan Kin-fai : Policier #2
- Tam Wai-ching : réceptionniste
- Chan Wing-chi : Chef de Polaris Investment
- Charlie Hau : Cadre de Polaris Investment
- Ng Suk-sam : Avocat de Summer

## Lieux de tournages
- Kuala Terengganu, Terengganu, Malaisie.

- Melaka, Malaisie.

- Île de Redang, Terengganu, Malaisie.

## Distinctions

### Hong Kong Films Awards 2001
Nominations :
- Meilleure direction artistique
- Meilleure photographie
- Meilleure bande originale
- Meilleure chanson